# リ・イルギュ
リ・イルギュ（리일규、1972年 - ）は、朝鮮民主主義人民共和国の元外交官。
イ・イルギュ（이일규）とも表記される。

## 経歴
平壌外国語大学でスペイン語を専攻し、アルジェリア・キューバなどで留学した。
1999年に外務省に入り、人民経済大学の貿易班・外交特設課程などを経て、メキシコ・キューバ住在の北朝鮮大使館で３等書記官、１等書記官、参事として勤務した。外務省副局長および駐キューバ北朝鮮大使館の参事官だった際に、朝鮮労働党細胞秘書を務めたことがある。
2013年、当時、北朝鮮籍の船舶である清川江号が武器を積んだままパナマ運河を通過しようとしたところ、発覚および拘留された状況において、パナマに急派された。パナマで清川江号および船員、貨物を全て救出した功績で金正恩表彰状を受賞した。
北朝鮮外務省で中南米地域との外交を総括しており、2018年11月にキューバのミゲル・ディアス＝カネル大統領が平壌を訪問した際、行事全体の総責任者を務めた。
2023年11月に脱北し韓国に亡命した。2024年7月に韓国のメディアに姿を現した。

## 関連人物
- 太永浩